# Tizayuca
Tizayuca – miasto w Meksyku, w stanie Hidalgo.